# Atsushi Uchiyama
Atsushi Uchiyama (n. 29 iunie 1959) este un fost fotbalist japonez.

## Statistici
| Japonia | Japonia | Japonia |
| An      | Meciuri | Goluri  |
| ------- | ------- | ------- |
| 1984    | 1       | 0       |
| 1985    | 1       | 0       |
| Total   | 2       | 0       |